# غلامعلی بایندر
غلامعلی بایندر (۲۳ آذر ۱۲۷۷ – ۳ شهریور ۱۳۲۰) دریادار نیروی دریایی شاهنشاهی ایران و به مدت ۵ سال فرمانده این نیرو از مهر ۱۳۱۵ تا شهریور ۱۳۲۰ بود. وی در جریان درگیری‌های میان قوای ایران و بریتانیا در جنگ جهانی دوم در خرمشهر در تاریخ ۳ شهریور ۱۳۲۰ کشته شد.

## تبار
غلامعلی بایندر فرزند دوم علی‌اکبر بایندر بود که سال ۱۲۷۷ خورشیدی در تهران متولد شد. پدرش ملقب به دبیر دربار از سران طایفه بایندر گروس (بیجار) بود. جد غلامعلی بایندر (لطفعلی‌خان) چهار پسر داشت، علی‌اشرف خان معروف به علی‌اشرف خان (معروف به امیرمعزز گروسی)، علی‌اکبر خان، قاسم سلطان و فتحعلی‌خان، علی‌اکبر بایندر هم صاحب چهار پسر به نام‌های غلامعلی، غلامحسین، نصرالله و یدالله بود.

## تحصیلات
غلامعلی بایندر تحصیلات متوسطه را در مدرسه دارالفنون به پایان رساند و در سال ۱۲۹۹ از مدرسه نظامی مشیرالدوله با درجه ستوان دومی فارغ‌التحصیل شد. بایندر در مدرسه نظامی مشیرالدوله، دانشکده نظامی پواتیه، دانشکده نظامی فونتن بلو، مدرسه نظامی سن-سیر (دانشگاه جنگ پاریس) و نیروی دریایی ایتالیا تحصیلات نظامی را به پایان رساند.

## افتخارات
غلامعلی بایندر در ۱۳۰۱ در جنگ با اسماعیل سیمیتقو مشارکت نمود و در سال ۱۳۰۴ به خاطر رشادت و فداکاری‌هایی که در نبرد شکریازی از خود نشان داد، نشان ذوالفقار که عالی‌ترین نشان نظامی ایران بود را دریافت کرد. او همچنین در سال ۱۳۰۵ نشان افتخار درجه ۳ سپه و در سال ۱۳۱۰ نشان ناج را از کشور ایتالیا دریافت نمود.
وی از سال ۱۳۱۵ فرمانده نیروی دریایی شاهنشاهی ایران شد.

## اظهارات در جزیرهٔ تنب بزرگ
به دنبال شکست مذاکرات ایران و انگلیس دربارهٔ بازپس‌گیری جزایر سه‌گانهٔ ایران، مقامات دولتی و نظامی ایران در سال‌های ۱۹۳۳ و ۱۹۳۴ از جزایر تنب دیدار کردند. در این بازدیدها دریادار بایندر فرماندهِ وقت نیروی دریایی ارتش ایران پس از گفتگو با ساکنان جزیره به مقامات نظامی بریتانیا اظهار داشت که تنب بزرگ، تنب کوچک و ابوموسی، بخشی از سرزمین ایران است.

## غائله شهریور ۱۳۲۰
در این روز، دریادار غلامعلی بایندر فرمانده نیروی دریایی جنوب، در بازگشت از آبادان با گلوله‌های ناو انگلیسی روبرو شد. ناوچه‌های غافلگیر شده غرق شدند و گروهی از افسران و ناوی‌ها کشته شدند.
بایندر، همراه با سروان ولی مکری‌نژاد، برای چاره‌اندیشی و آماده‌باش به ستاد نیروی دریایی جنوب، به سوی خرمشهر به راه افتادند ولی پیش از آن که به خرمشهر برسند، با آتش ناگهانی مسلسل‌های انگلیسی کشته شدند.
پس از مرگ درجهٔ او به دریابانی ارتقا یافت و ناوشکن بایندر نیروی دریایی به یاد او نام‌گذاری شده است.

## کتاب
غلامعلی بایندر دارای آثاری از جمله کتاب‌های خلیج فارس (منتشر شده در سال ۱۳۱۷) و جغرافیای خلیج فارس (منتشر شده در سال ۱۳۱۹) است.

## سریال
در سریال در چشم باد که در سال ۱۳۸۲ به کارگردانی مسعود جعفری جوزانی توسط مرکز سیما فیلم ساخته شد، این شخصیت با بازی اکبر قدمی به تصویر کشیده شد.